# Bloch MB.220
Bloch MB.220 — французский цельнометаллический двухмоторный пассажирский авиалайнер, разработанный и производившийся компанией Société des Avions Marcel Bloch во второй половине 1930-х годов.

## История
В первой половине 1930-х годов во Франции назрела необходимость замены устаревших самолетов как находящихся нам вооружении колониальных ВВС, так и для гражданских авиалиний. Французское министерство авиации объявило конкурс на создание нового самолета, способного конкурировать с американскими Boeing 247 и DC-2. Наиболее удачным оказался проект МВ.220, представленный фирмой "Aviation Marcel Bloch".
Для сокращения времени на проектирование нового самолета фирма "Aviation Marcel Bloch" взяла за основу конструкцию ночного бомбардировщика МВ.210, принятого на вооружение в 1934 году. Разработка началась в январе 1935 года, а в июне был подписан договор с министерством авиации.
Основные отличия самолета МВ.220 от аналога-бомбардировщика состоялись в новом фюзеляже и замене двигателя. В салоне размещалось 16 пассажиров и 4 члена экипажа. Постройка прототипа продолжалась с февраля по май 1936 года. 11 июня 1936 года состоялся первый полет и опытный образец МВ.220 был предъявлен на испытания. Испытания продолжались до 1937 года, после чего самолет был передан для тестов компании "Air France". Результаты испытаний удовлетворили авиакомпанию и она заказала шестнадцать экземпляров.
Строительство самолетов продолжалось с апреля 1937 по июль 1938 года. Каждый из 16 самолетов проданных Air France имели собственные имена. Прототип МВ.220 использовался фирмой  для тестовых полётов.

## Эксплуатация самолета.
Регулярные авиаперевозки начались 20 июля 1937 года. К середине 1938 года MB.220 работал сперва на внутренних авиалиниях, а с марта 1938 года самолеты вышли на международный маршрут Париж - Лондон, где они заменили Wibault 282T . Востребовательность полетов по этому маршруту постоянно возрастала и к середине 1939 года регулярные рейсы между двумя столицами стали выполняться ежечасно. Летом 1938 года начались регулярные полеты в Амстердам, Бухарест, Прагу, Стокгольм и Цюрих. Эти же самолёты использовались правительством Франции для официальных визитов: в сентябре того же года F-AOHJ Poitou и F-AOHG Flandre доставили делегацию Франции во главе с президентом Эдуаром Даладье на встречу с Гитлером для подписания Мюнхенского соглашения.
Все семнадцать самолетов успешно эксплуатировались до начала войны в Европе.С началом Второй мировой войны, часть авиалайнеров была реквизирована и попала в транспортную эскадрилью GAT 1\144 французских ВВС; позже те из них, которые не стали трофеями Вермахта, летали как в составе воздушных сил режима Виши так и в частях «Свободной Франции».
Трофейные MB 220 (а также Dewoitine D.338) в конечном итоге достались компании Lufthansa, эксплуатировавшей их до августа 1944 года.
По состоянию на 1945 год, у Air France оставалось 6 MB 220, их двигатели были заменены на 1100-сильные Wright Cyclone. Они получили обозначение MB 221. Самолёты в её составе эксплуатировался на европейских линиях до списания в 1950 году (годом ранее один из них был передан в ВВС, а три проданы компании SANA

## Конструкция
Самолет Bloch MB.220 цельнометаллический двухмоторный свободнонесущий низкоплан с убирающимся шасси. Экипаж четыре человека. Вместимость до шестнадцати пассажиров.
- Фюзеляж - цельнометаллический, негерметичный, прямоугольного сечения. Обшивка фюзеляжа гладкая, работающая из алюминия с антикоррозийным покрытием.Фюзеляж технологически разделен на несколько отсеков. В носовом отсеке размещены приборы и оборудование, за ним трехместная закрытая кабина экипажа. За кабиной пассажирский салон на 16 мест. Пассажирский салон разделен перегородкой на два отсека: передний на шесть мест и задний на десять мест. В каждом ряду по два кресла, с проходом по середине салона. Позади салона отсек багажного отделения. Входная дверь расположена по левому борту в задней части салона[2].
- Крыло - цельнометаллическое состоит из трех частей: центроплан, прямоугольный в плане и две отъёмные, трапециевидные консоли. Силовой каркас крыла металлический, к которому прикладывалась впотай гладкая обшивка из дюралевых листов. К центроплану крепились аэродинамические гондолы силовой установки[2].
- Хвостовое оперение - цельнометаллическое однокилевое классической схемы. Стабилизатор горизонтального оперения свободнонесущий подкосный.
- Шасси - убираемое двухстоечное, с хвостовым поворотным колесом. Основные стойки шасси имели по одному колесу на каждой стойке и в полете убирались в гондолы двигателей по направлению к носовой части самолета. Хвостовое колесо оставалось неубирающимся[2].
- Силовая установка - два поршневых 14-цилиндровых двухрядных радиальных двигателя с воздушным охлаждением Gnome-Rhone 14N- 16, мощностью 915 л.с. каждый. Двигатели устанавливались в мотогондолы на центроплане и закрывались капотами NACA. Воздушный винт цельнометаллический трёхлопастный[2].

## Модификации
MB.220
1 прототип (F-AOHA) и 16 серийных самолётов с двигателями Gnome-Rhône 14N-16 и Gnome-Rhône 14N-17.
MB.221
на 6 уцелевших самолётах (бортовые номера от F-AOHC до F-AOHF, F-AQNM и F-AQNN) двигатели заменены на Wright R-1820-97 Cyclone.

## Операторы
Франция
- Air France
- Военно-воздушные силы Франции
- ВВС Виши
- ВВС «Свободной Франции»
- Societé Auxiliaire de Navigation Aérienne

 Германия
- Lufthansa

## Аварии и катастрофы
- 3 марта 1940 года прототип MB.220 Cne.Delage, бывший F-AOHA в условиях плохой видимости врезался в гору близ Оранжа, департамент Воклюз, все 3 члена экипажа погибли[8].
- 1 сентября 1941 года самолёт Air France MB.220 Languedoc (F-AQNL) во время взлёта из аэропорта Марсель из-за сбоя двигателя упал в озеро, погибли все 3 члена экипажа и 12 из 14 пассажиров[9].

## Лётно-технические характеристики

Bloch MB 220

| (MB.220):                  |                        |
| Параметр                   | Показатель             |
| Длина, м                   | 19,6                   |
| Размах крыла, м            | 22,8                   |
| Высота хвоста, м           | 3,9                    |
| Площадь крыла, м²          | 75                     |
| Двигатели                  | два Gnome-Rhône 14N-16 |
| Мощность                   | 2×915 л. с.            |
| Макс. скорость, км/ч       | 350                    |
| Крейсерская скорость, км/ч | 300                    |
| Дальность полёта, км       | 1000                   |
| Фюзеляж                    | узкий                  |
| Высота полёта, м           | 7500                   |
| Взлётный вес, кг           |                        |
| Макс. взлётный вес, кг     | 9500                   |